# 網走神社

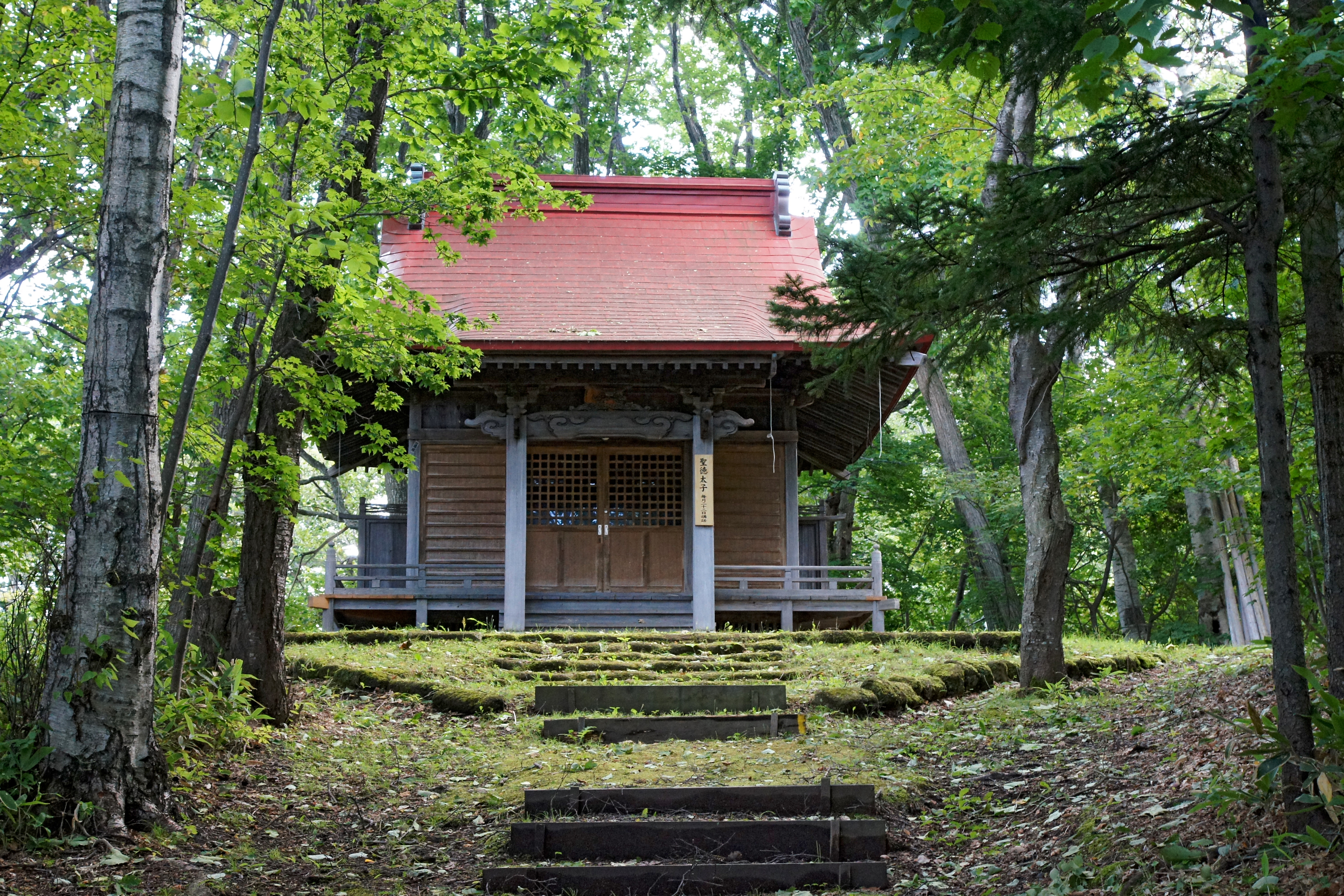
聖徳太子堂

網走神社（あばしりじんじゃ）は、北海道網走市にある神社である。旧社格は県社。北見国一之宮。
市杵島姫命・田心姫命・湍津姫命の三神（宗像三女神）を祀り、俗に弁天様と呼ばれる。他に天照大神を配祀する。

## 歴史
文化9年（1812年）、近江出身の藤野四郎兵衛が網走川の河口に弁財天を祀る小祠を作り、漁場の鎮守としたのに始まると伝える。明治時代、網走に移住した人々が村落を形成し、藤野家に請うて弁財天社を譲り受け、この地方の鎮守社・氏神とした。
数度の遷座の後、明治41年に現在地に社殿を造営し、正式に厳島神社の分霊を奉迎して公認の神社（無格社）となった。大正12年に郷社に昇格し、昭和4年、本殿以下の大造営を行い、昭和9年に県社に昇格した。

## 施設

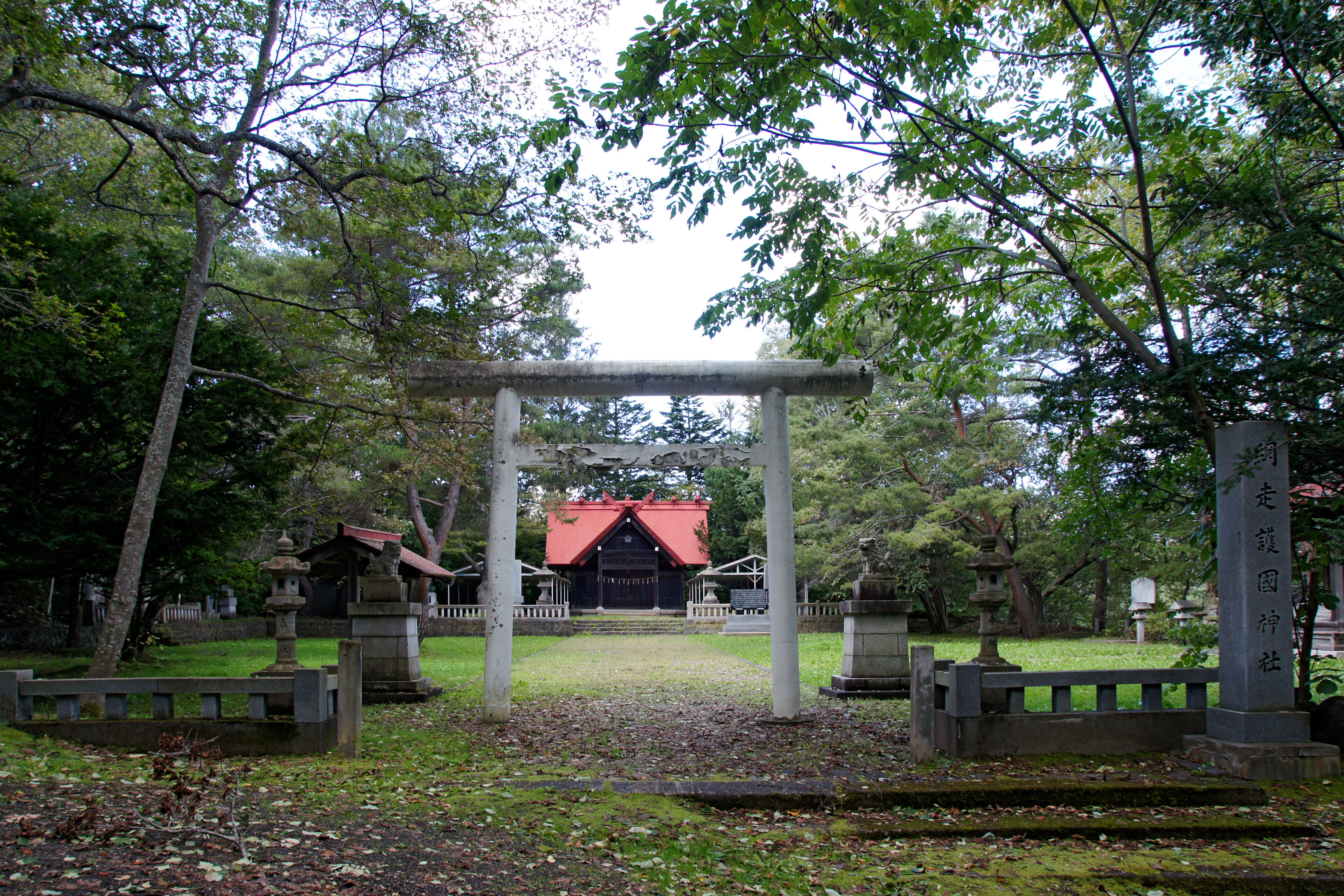
網走護国神社

境内社に網走護国神社があり、網走支庁出身の国事殉難者705柱を祀る。
昭和56年、かつて市内7箇所に祀られ、戦後は放置されていた七福神が網走護国神社に合祀され、境内に七福神像が復元されている。

## 周辺
- 桂ヶ岡公園
  - 桂ヶ岡砦跡
  - 網走市立郷土博物館
- 法龍寺